# Special Olympics Portugal
Special Olympics Portugal (englisch: Special Olympics Portugal) ist der portugiesische Verband von Special Olympics International. Sein Ziel ist die Förderung von Sport für Menschen mit geistiger Beeinträchtigung und die Sensibilisierung der Gesellschaft für diese Mitmenschen. Außerdem betreut er die portugiesischen Athletinnen und Athleten bei den Special Olympics Wettkämpfen.

## Geschichte
Special Olympics Portugal wurde 1987 mit Sitz in Lissabon gegründet.

## Aktivitäten
2019 waren 3.708 Athletinnen, Athleten und Unified Partner sowie 221 Trainer bei Special Olympics Portugal registriert.
Der Verband nahm 2021 an den Programmen Law Enforcement Torch Run (LETR), Young Athletes, Motor Activities Training Program (MATP), Family Support Network, Unified Schools, Unified Champion Schools und Unified Sports teil, die von Special Olympics International ins Leben gerufen worden waren.

### Sportarten
Folgende Sportarten wurden 2021 vom Verband angeboten:
- Basketball (Special Olympics)
- Boccia (Special Olympics) (Petanque)
- Fußball (Special Olympics)
- Golf (Special Olympics)
- Handball (Special Olympics)
- Leichtathletik (Special Olympics)
- Reiten (Special Olympics)
- Rhythmische Sportgymnastik (Special Olympics)
- Schwimmen (Special Olympics)
- Tischtennis (Special Olympics)
- Turnen (Special Olympics)

### Teilnahme an Weltspielen vor 2020
(Quelle:)
• 2007 Special Olympics World Summer Games, Shanghai, China (21 Athletinnen und Athleten)
• 2011 Special Olympics World Summer Games, Athen (33 Athletinnen und Athleten)
• 2015 Special Olympics World Summer Games, Los Angeles, USA (49 Athletinnen und Athleten)
• 2019 Special Olympics, World Summer Games, Abu Dhabi (34 Athletinnen und Athleten)

### Teilnahme an den Special Olympics World Summer Games 2023 in Berlin
Special Olympics Portugal beteiligte sich an den Special Olympics World Summer Games 2023. Die Delegation wurde vor den Spielen im Rahmen des Host Town Program von Rotenburg (Wümme) und Sottrum betreut. Sie bestand aus ungefähr 60 Personen. Das Team gewann bei diesen Weltspielen acht Gold-, elf Silber- und acht Bronzemedaillen.

### Teilnahme an Weltspielen nach 2023
- 2025 Special Olympics World Winter Games, Turin, Italien (12 Athletinnen und Athleten)[5]